# Daniel Bailey
Daniel Bailey (født 9. september 1986) er en sprinter fra Antigua og Barbuda. Han er 1,79 meter høj og vejer 68 kg. 
Bailey har specialiseret sig i 100 meter og 200 meter løb. Hans personlige rekord er i 100 meter løb er 9,91.
Baileys personlige rekord i 200 meter løb er 20,81 og rekorden satte han den 27. juni 2004 i Coatzacoalcos.

## Meritter
- Ungdoms-VM i atletik 2003: Fjerdeplads (200 meter).
- VM for juniorer i atletik 2005: Fjerdeplads (100 meter).
- Det panamerikanske juniormesterskaber 2005: Tredjeplads (200 meter).